# Henry Broadhurst

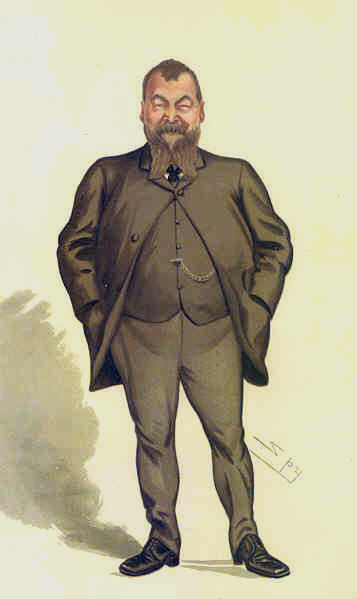
En karikatyr av Henry Broadhurst i brittiska Vanity Fair 9 augusti 1884.

Henry Broadhurst, född 13 april 1840 och död 11 oktober 1911, var en brittisk politiker.
Broadhurst arbetade som murare under flera år. Han kom 1865 till London och gjorde sin första stora insats i fackföreningsrörelsen vid en murarstrejk 1872. Sedan dess tillhörde han under ett par år ledningen för de brittiska trade unions. Broadhurst invaldes i parlamentet 1880 på ett liberalt program och blev 1886 understatssekreterare i inrikesdepartementet. Fackföreningarnas radikalisering ledde till att Broadhurst från och med 1890 förlorade sitt inflytande där. Han avgick ur parlamentet på grund av sjukdom. 1901 utgav han sin självbiografi.